# Spittelmarkt (metropolitana di Berlino)
La stazione di Spittelmarkt è una stazione della metropolitana di Berlino, sulla linea U2.